# (21949) Tatulian
(21949) Tatulian (1999 VA156) – planetoida z pasa głównego asteroid okrążająca Słońce w ciągu 4,48 lat w średniej odległości 2,72 j.a. Odkryta 12 listopada 1999 roku.